# Barry Pepper
Barry Pepper (født 4. april 1970 i Canada) er en canadisk-amerikansk skuespiller. Han er sikkert bedst kendt som Daniel Jackson i Saving Private Ryan fra (1998), og som Dean Stanton i filmen Den Grønne Mil fra (1999).